# Hugues Roger
Hugues Roger OSB (* 1293 in Maumont bei Rosiers-d’Égletons; † 21. Oktober 1363 in Montolieu), genannt le Cardinal de Tulle, war ein Sohn von Guillaume I. Rogier und Guillemette de Mestre, Bruder von Papst Clemens VI. und von Guillaume II. Roger, Onkel von Papst Gregor XI. und Kardinal der Römischen Kirche.

## Leben

### Ernennung
Hugues Roger begann sein religiöses Leben in der Benediktinerabtei von Tulle. Während Pontifikats von Clemens VI., gebürtig Pierre Roger, war er Abt von Saint-Pons-de-Thomières. Dann wurde er Prior von Pardailhan. Nach dem Tod seines Onkels trat er in die Abtei Saint-Jean-d’Angély ein. Ein Jahr der Wahl seines Bruders zum Papst wurde er zum Abt ernannt.
Clemens VI. holte ihn am 13. Juli 1342 aus seiner Abtei, um ihn zum Bischof von Tulle zu machen und nur eine Woche später, am 20. September des Jahres, zum Kardinal zu erheben, wobei er ihm als Kardinalpriester die Titelkirche von San Lorenzo in Damaso zuwies. 1344 wurde er Prior von Saint-Martin in Mesvres als Vorgänger seines Neffen Pierre Roger de Beaufort, der das Amt von 1357 bis 1364 innehatte und später als Papst Gregor XI. den Thron Petri bestieg. Von 1347 bis 1350 war Kardinal Hugues Roger (als Hugues VII.) auch Abt von Cluny.

### Erwerbungen

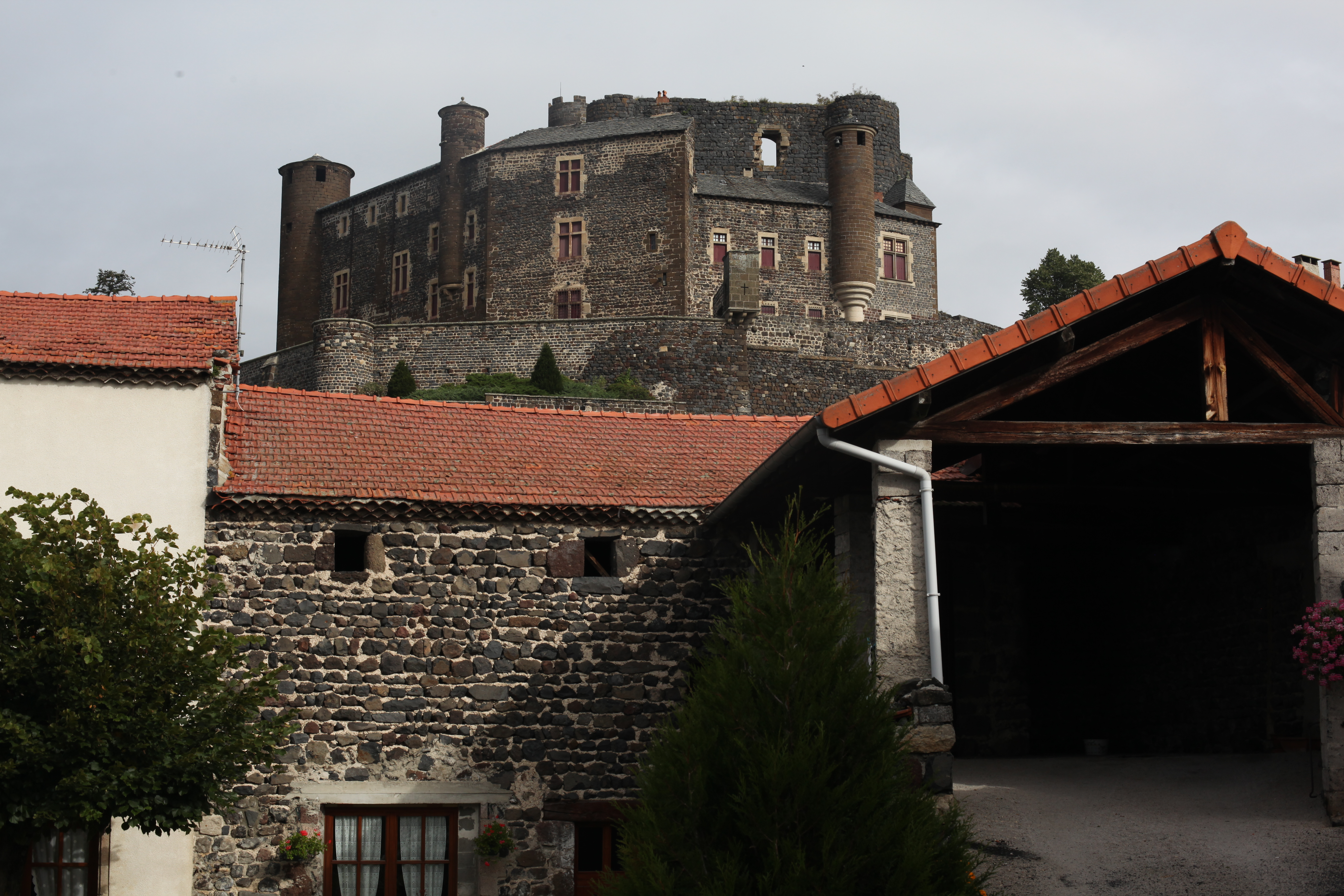
Die Burg Bouzols

Der erste Immobilienerwerb des neuen Kardinals erfolgte vor den Feierlichkeiten der Geburt Christi 1342. Er kaufte von den Erben von Napoleone Orsini, Kardinaldiakon von Sant’Adriano al Foro, ihr Palais in Villeneuve-lès-Avignon. Am 25. Juli 1345 erwarb er für die Summe von 62.000 Goldflorin von Humbert II. Dauphin von Viennois die Baronie Portes-Bertrand (mit dem Château de Portes in Portes (Gard)) sowie die Hälfte der Städte Anduze und Alès.
Am 3. November 1347 erwarb er für 24.000 Livre tournois Lehen und Baronien von Bouzols, Fay, les Bories und Servissac, sowie Coubon bei Le Puy-en-Velay. Diesen Besitz gab er am 4. Mai 1351 an seinen Neffen Guillaume III. Roger de Beaufort, Vicomte de Turenne, weiter.
Bevor er am 13. Januar 1348 an der Pest starb, vermachte Kardinal Elie de Nabinal, Patriarch von Jerusalem, Montolivet an Clemens VI. Dieser einfache Verteidigungsturm auf den Höhen von Villeneuve-lès-Avignon wurde von da an von prunkvollen Wohngebäuden flankiert. Das Anwesen, das erst an Marie Roger de Beaufort, Nichte des Papstes, weitergegeben wurde, wurde später von Hugues Roger gekauft.
Schließlich erwarb der Kardinal de Tulle im Jahre 1352 die Stadt Bagnols-sur-Cèze mit den Lehen Saint-Nazaire, Saint-Gervais, Vénéjan und Gigon Hugues Roger verkaufte außerdem eine Rente auf die Maut von Pont-Saint-Esprit an Rainaldo und Giordano Orsini, die Erben von Kardinal Napoleone Orsini für 22.000 Foldflorin. Der Vertrag dazu wurde am 28. September 1352 paraphiert, die Bestätigung erfolgte im Februar 1353. Alle diese Baronien wurden dann vom Kardinal an Guillaume II. Roger weitergegeben. Der Tod von Clemens VI. setzte weiteren Erwerbungen ein Ende.

### Ablehnung der Papstwahl
Am 4. September 1361 wurde Huges Roger Camerlengo des Kardinalskollegiums. Nach dem Tod von Innozenz VI. am 13. September 1362 wurde er auf dem Konklave mit 15 Stimmen zum Papst gewählt. Der überraschte Kardinal-Camerlengo lehnte die Wahl ab.
Es gab eine zweite Runde. Elf Stimmen gingen an Raymond de Canillac, Kardinalbischof von Palestrina, ein weiteres illustres Mitglied der Familie Rogier de Beaufort. Das reichte aber nicht. Guillaume d’Aigrefeuille l’Ancien, der Kardinal von Saragossa, Vetter des Kardinals von Tulle, schlug nun seinen Kandidaten Guillaume de Grimoard, den Abt von Saint-Victor de Marseille, der am 28. September 1362 gewählt wurde und sich Urban V. nannte.

### Tod
Hugues Roger starb am 21. Oktober 1363 in der Abtei Saint-Jean-Baptiste de Mallast in Montolieu, in die er sich zurückgezogen hatte. Gemäß seinem Wunsch wurde sein Leichnam in der Kirche von Saint-Germain-les-Belles im Limousin, die er großzügig bedacht hatte, bestattet. Dort hatte er ein Kupfergrab mit einem vergoldeten Deckel, geschmückt mit Limousinenemail, Edelmetallplatten und Skulpturen, bauen lassen.
Bertrand de Cosnac, der Bischof von Comminges, und der Kardinal Hugues de Saint-Martial waren die Testamentsvollstrecker der Kardinals, der einen Schatz von 1,5 Millionen Livre in Gold hinterlassen hatte.